# 浦野 (酒造メーカー)
浦野合資会社（うらの）は、愛知県豊田市四郷町下古屋48にある酒蔵（日本酒メーカー）。元治元年（1864年）創業。銘柄は菊石（きくいし）。浦野酒造（うらのしゅぞう）という通称がある。

## 特色

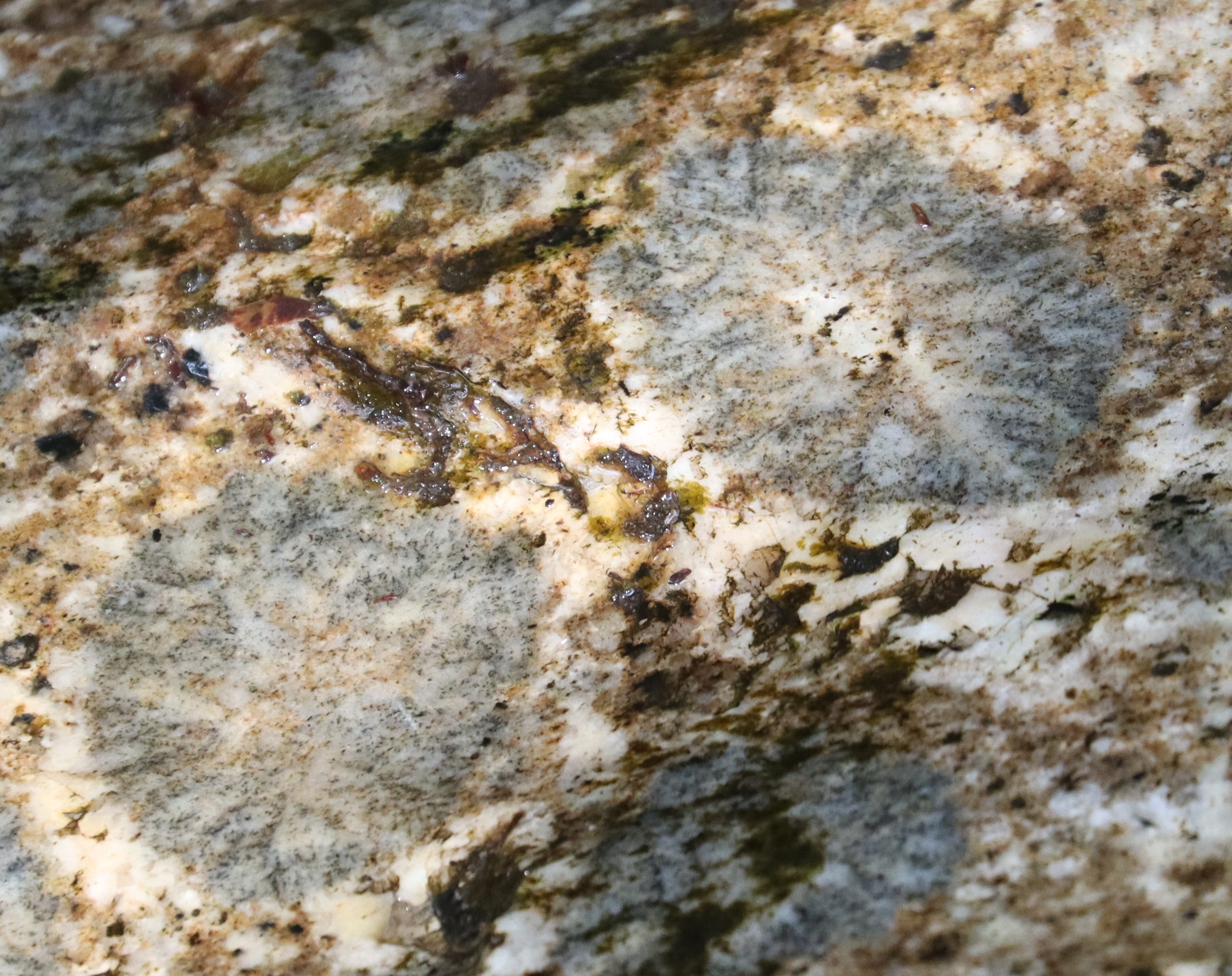
銘柄名の由来となった猿投山の「菊石」

現在の当主（代表）は6代目の武内順子。杜氏は山梨大学で微生物学を専攻した新井康裕。
「菊石」という銘柄は猿投山の球状花崗岩である菊石（国指定天然記念物）に由来し、浦野家の先祖が猿投神社を崇敬していたことが理由である。新酒ができると猿投神社に奉納している。「菊石」には軟水醸造法が用いられ、口当たりが柔らかいとされる。
浦野合資会社の敷地南側には旧飯田街道が通っており、街道沿いには江戸時代に築かれた浦野合資会社の石積みや木塀が残っている。

## 歴史

### 創業
浦野家は織田信長の家臣である八草城主の浦野源太郎の末裔である。三河国西加茂郡猿投村四郷の庄屋であり、年貢米の管理や流通などを担っていた。幕末の元治元年（1864年）、浦野判十郎によって猿投村に浦野酒造場が創業した。創業時の銘柄は「太閤」や「八千代」であり、後に「浦里」や「萬作」となった。なお、『猿投村村勢一班 2版』は浦野酒造場の創立年を1872年（明治5年）としている。

### 近代

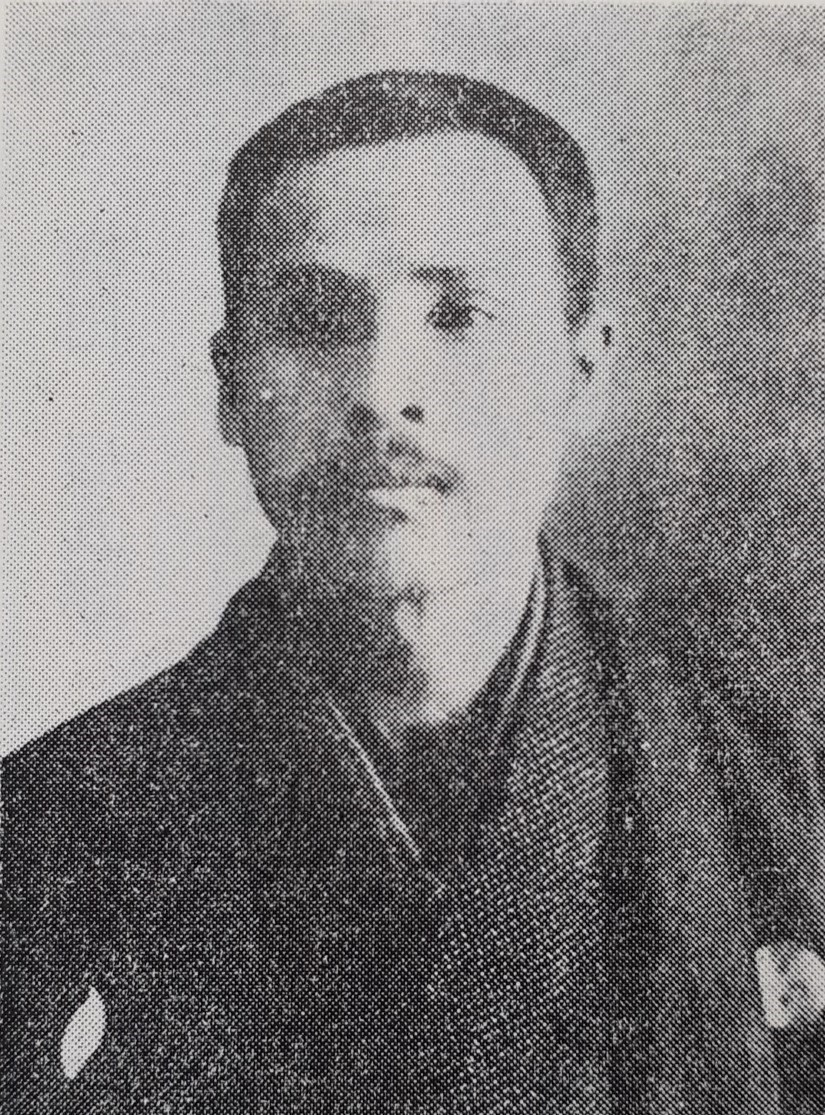
2代目の浦野錠平

1903年（明治36年）には同じ猿投村の広瀬に梅村酒造場も操業している。明治時代から昭和初期にかけて、猿投町で最も産出額が大きかった産業は醸造業だった。2代目の浦野錠平は酒造業の傍らで、猿投村長、西加茂郡会議員、愛知県会議員、衆議院議員などを務めた。
1909年（明治42年）3月25日に浦野錠平が死去すると、浦野謙朗が浦野家の家督を継いで3代目となった。浦野謙朗も父親と同じく愛知県会議員、衆議院議員などを務めている。創業時から個人経営だったが、1914年（大正3年）10月、浦野謙朗は親族が経営する酒蔵を併合して浦野合資会社を設立した。1927年（昭和2年）または1932年（昭和7年）には銘柄を「菊石」とした。
古くから原料となるコメは西三河地方産を用いている。創業時から杜氏は愛知県内の幡豆郡や半田市などから来ていたが、1940年（昭和15年）には越後杜氏に代わった。戦前の出荷先は地元が中心であり、その他には愛知郡日進町、岡崎市、名古屋市などだった。

### 現代
太平洋戦争中には企業整備令によって3年間も酒造りを禁じられた期間があった。戦後の1947年（昭和22年）には、連合国最高司令官総司令部(GHQ)の農地改革によって土地を手放さざるを得なくなり、浦野家はそれまで副業だった酒造業に力を入れた。1968年（昭和43年）時点の出荷先は主に豊田市と西加茂郡であり、高度経済成長期が浦野合資会社の最盛期だった。
その後はビールやワインの人気が高まり、日本酒の人気が低下したため、浦野合資会社では全国的に見て早い時期から酒蔵での直売を始めた。日本各地で酒蔵での飲み比べなどが行われるようになり、浦野合資会社でも4月に蔵開きを開催している。
5代の浦野正二は自社で杜氏を育てるという方針を持ち、2008年（平成20年）には名古屋市の酒蔵で越後杜氏から技術を習得した新井康裕が杜氏に就任した。2015年（平成27年）7月には火災によって築150年の事務所が焼失したが、酒蔵は焼失を免れた。2019年（令和元年）には新たな販売所が開店した。

## 歴代当主
- 初代 - 浦野判十郎
- 2代 - 浦野錠平（1861年生～1909年没）
  - 猿投村長、西加茂郡会議員、愛知県会議員、衆議院議員（1898年～1902年、1期）などを務めた。
- 3代 - 浦野謙朗（1882年3月22日生～1964年没）
  - 中興の祖とされる[1]。浦野酒造場を会社組織とし、銘柄「菊石」を誕生させた[1]。西加茂郡連合会協議会会長、猿投農業協同組合理事、猿投村長、猿投町教育委員長、愛知県会議員、衆議院議員（1924年～1928年、1期）などを務めた[14]。
- 4代 - 浦野釟男（1909年7月12日生～没年月日不明）[14]
  - 享栄商業学校（現・享栄高等学校）卒業[15]。西加茂商工連合会長、猿投町商工会長、加茂信用金庫監事、猿投町議会議員、猿投町議会副議長などを務めた[14][15]。
- 5代 - 浦野正二（1933年頃生-没年月日不明）
  - 広島大学で発酵工学を専攻し、豊橋市の福井酒造でアルコール工場技師を務めた後に浦野合資会社に戻った[16]。豊田市教育委員、学校法人安城学園監事などを務めた。能楽を趣味としていた[2]。
- 6代 - 武内順子

## 銘柄

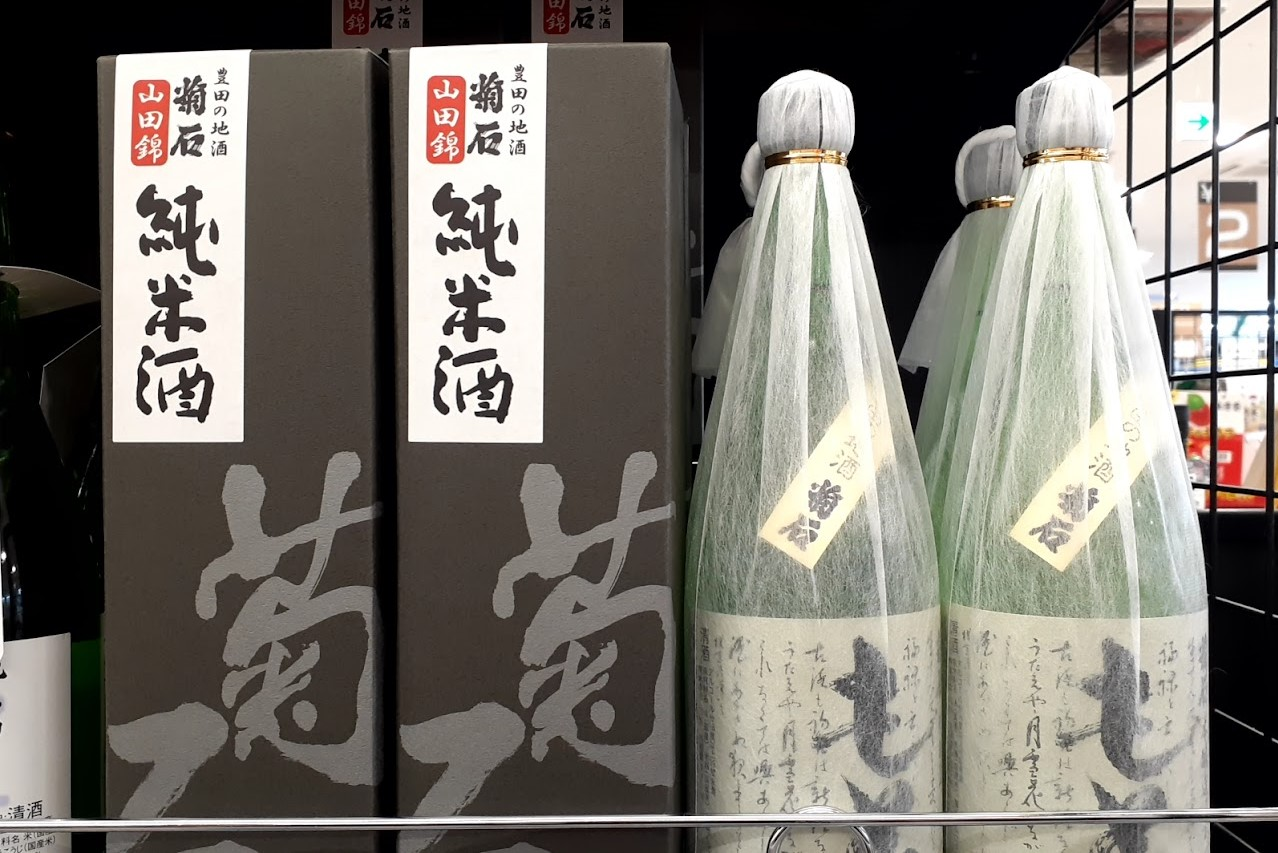
山田錦 純米酒と本醸造 もと

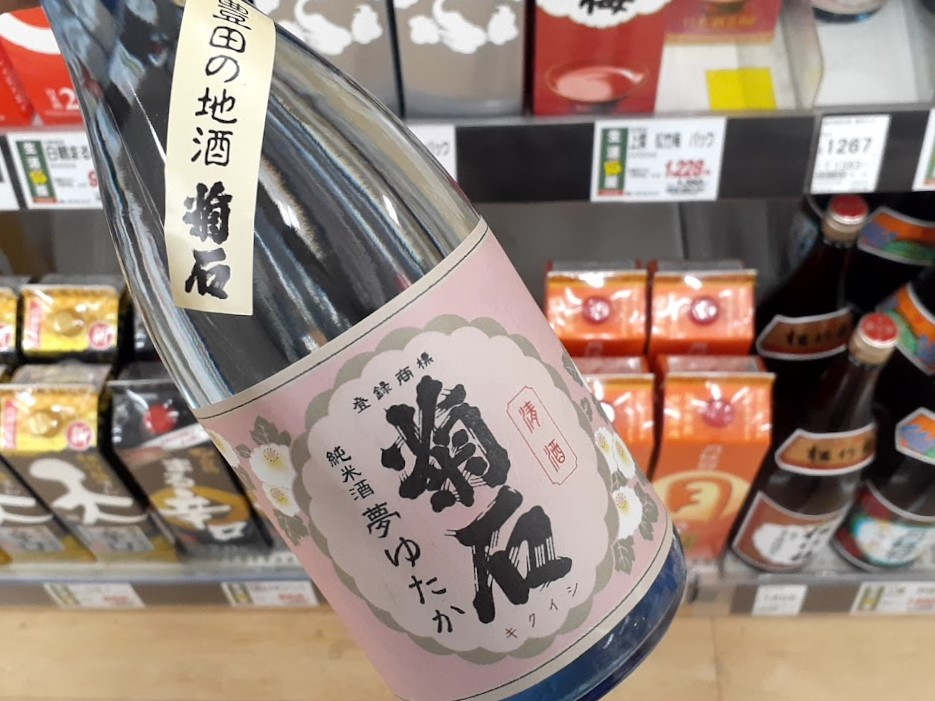
純米酒 夢ゆたか

清酒
- 「菊石」大吟醸
- 「菊石」純米吟醸
- 「菊石」山田錦 純米酒
- 「菊石」純米酒 夢ゆたか
- 「菊石」本醸造 もと
- 「菊石」本醸造 生貯蔵酒

## 受賞歴
全国新酒鑑評会
- 2008年（平成20年） - 金賞
- 2011年（平成23年） - 金賞
- 2013年（平成25年） - 金賞
- 2017年（平成29年） - 金賞
- 2018年（平成30年） - 金賞
- 2021年（令和3年） - 金賞
- 2022年（令和4年） - 金賞